# Station Adogawa
Station Adogawa (安曇川駅, Adogawa-eki) is een spoorwegstation in de Japanse stad Takashima. Het wordt aangedaan door de Kosei-lijn. Het station heeft vier sporen, gelegen aan twee eilandperrons.

## Treindienst

### JR West
| 1,2 | ■ Kosei-lijn | richting Ōmi-Imazu en Tsuruga |
| 3,4 | ■ Kosei-lijn | richting Katata en Kioto      |

## Geschiedenis
Het station werd in 1974 geopend.

## Stationsomgeving
- Heiwadō (supermarkt)
- McDonald's
- 7-Eleven
- FamilyMart
- Lawson
- Kansai Urban Bank
- Ayaha Dio (bouwmarkt)
- Autoweg 161

(Kioto) · Yamashina · Ōtsukyō · Karasaki · Hieizan Sakamoto · Ogoto-onsen · Katata · Ono · Wani · Hōrai · Shiga · Hira · Ōmi-Maiko · Kita-Komatsu · Ōmi-Takashima · Adogawa · Shin-Asahi · Ōmi-Imazu · Ōmi-Nakashō · Makino · Nagahara · Ōmi-Shiotsu (>> Hokuriku-lijn)